# Cleyera japonica
Cleyera japonica, även känd under sitt japanska namn sakaki, är en tvåhjärtbladig växtart som beskrevs av Carl Peter Thunberg. Cleyera japonica ingår i släktet Cleyera, och familjen Pentaphylacaceae.

## Underarter
Arten delas in i följande underarter:
- C. j. javanica
- C. j. montana
- C. j. morii
- C. j. wallichiana

## Bildgalleri

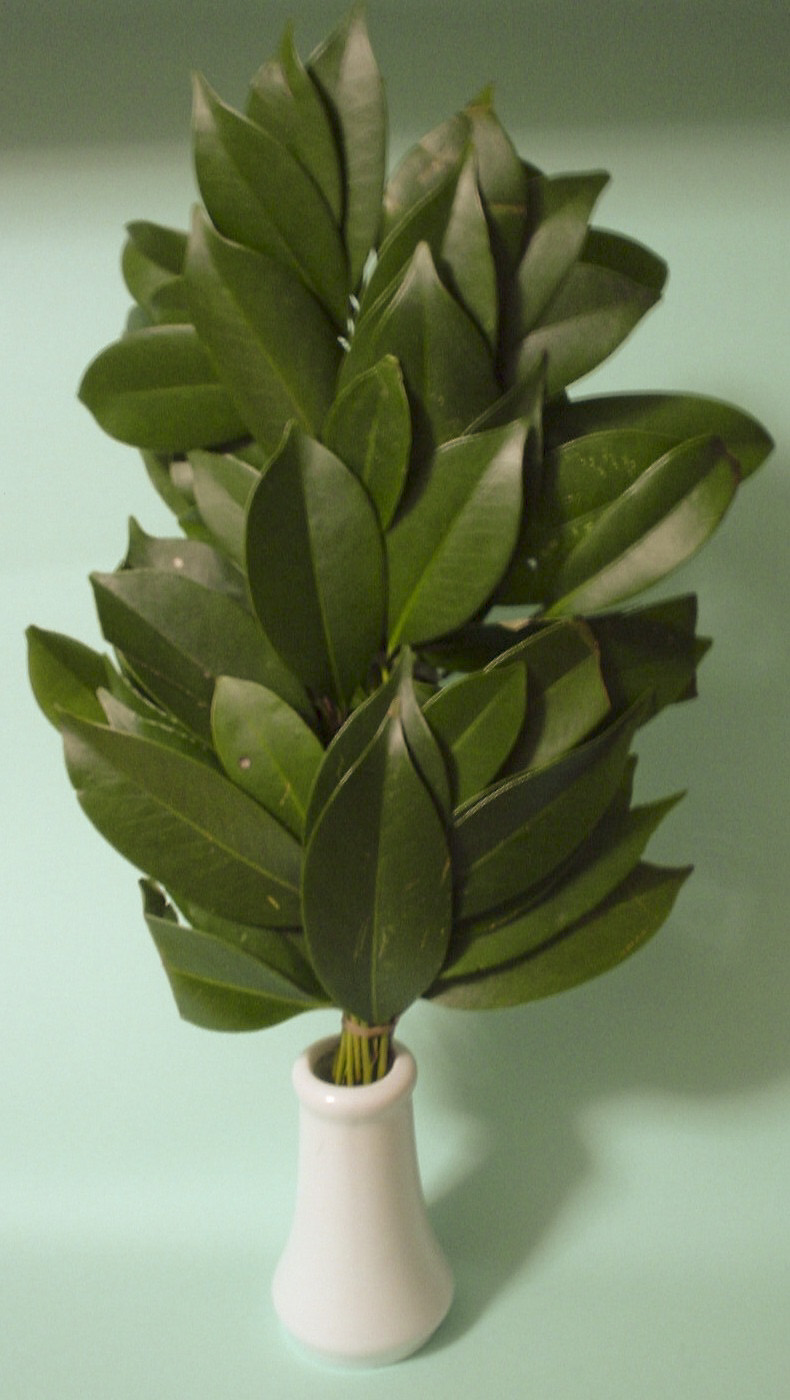
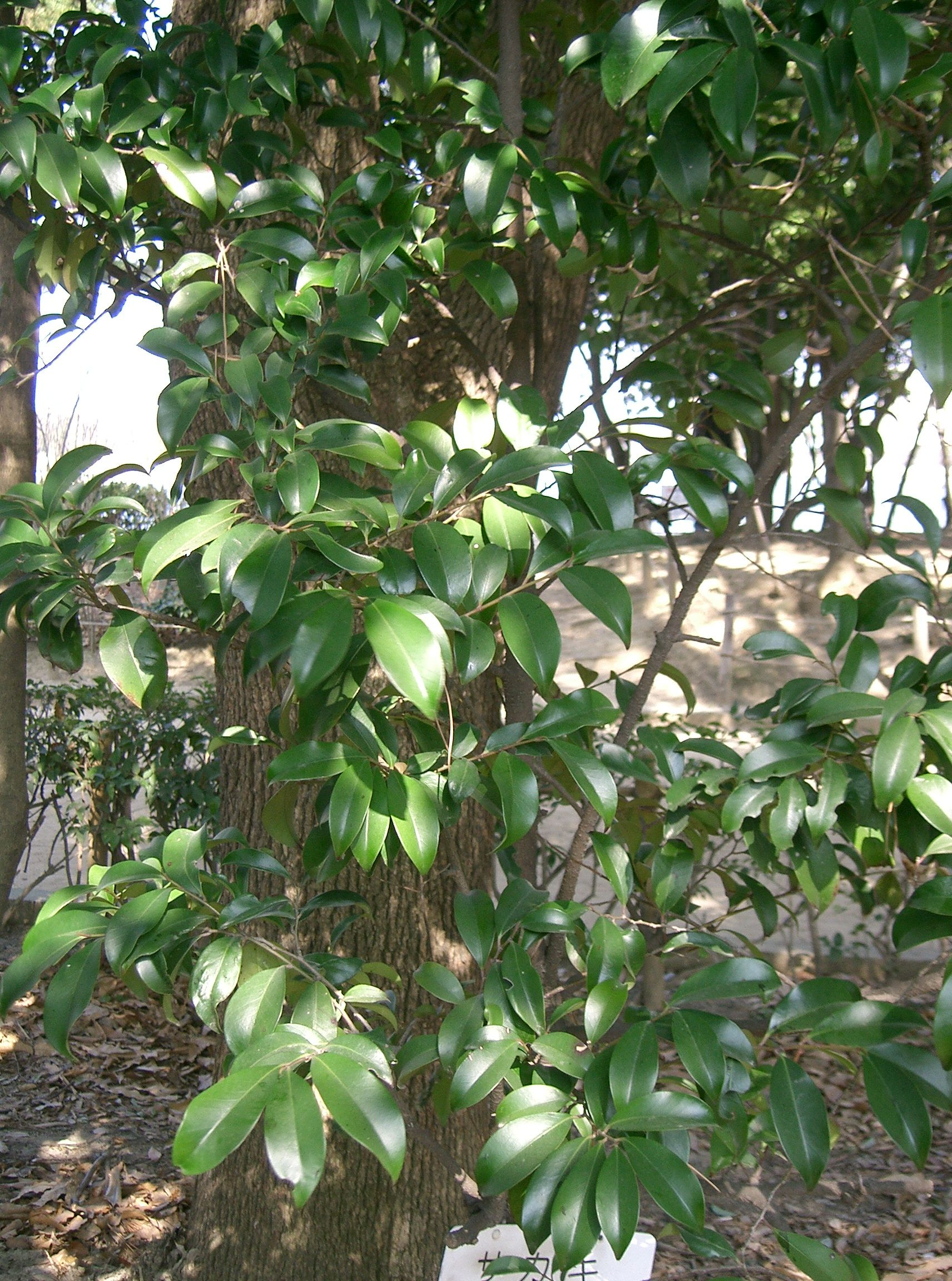
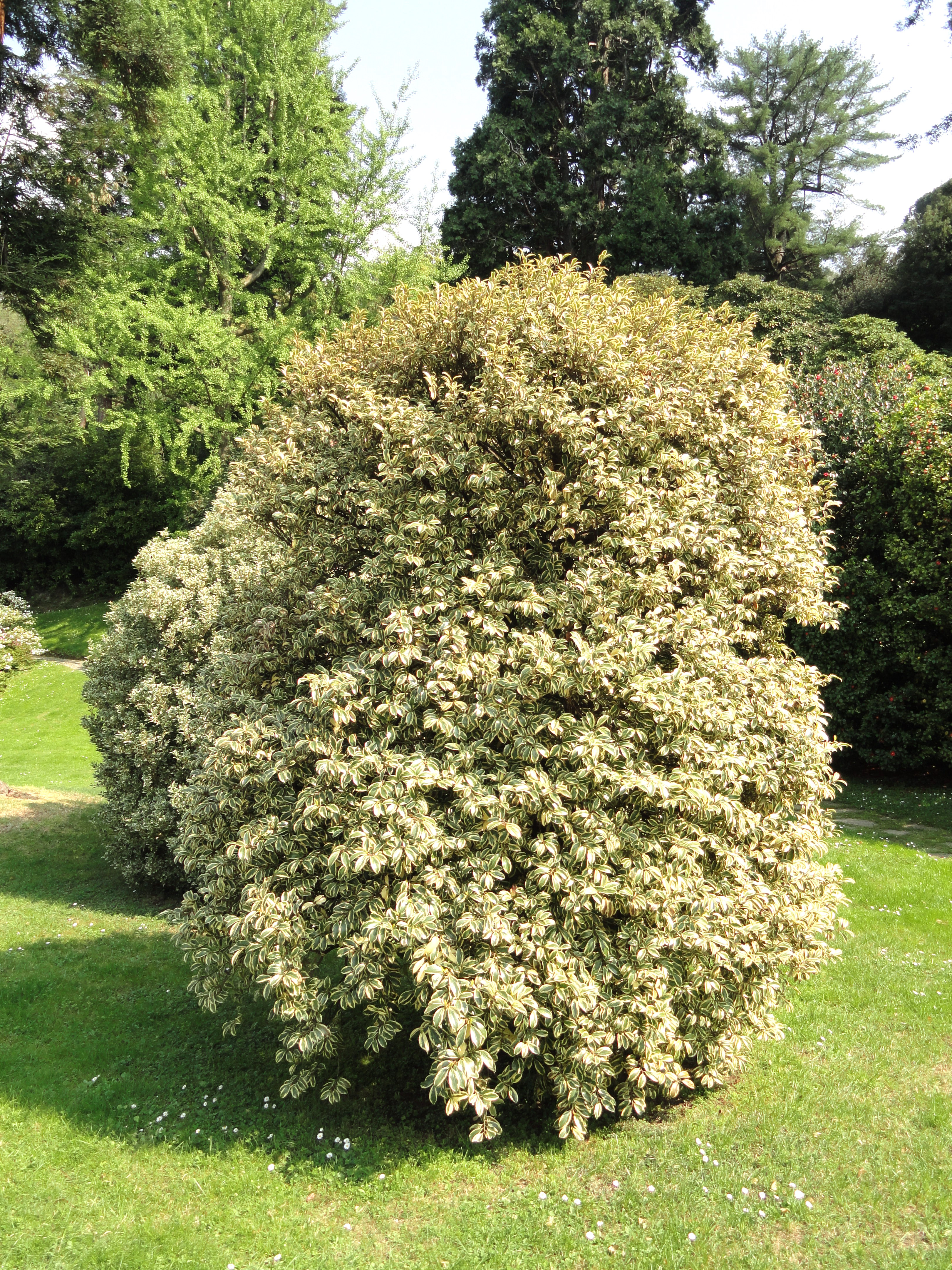
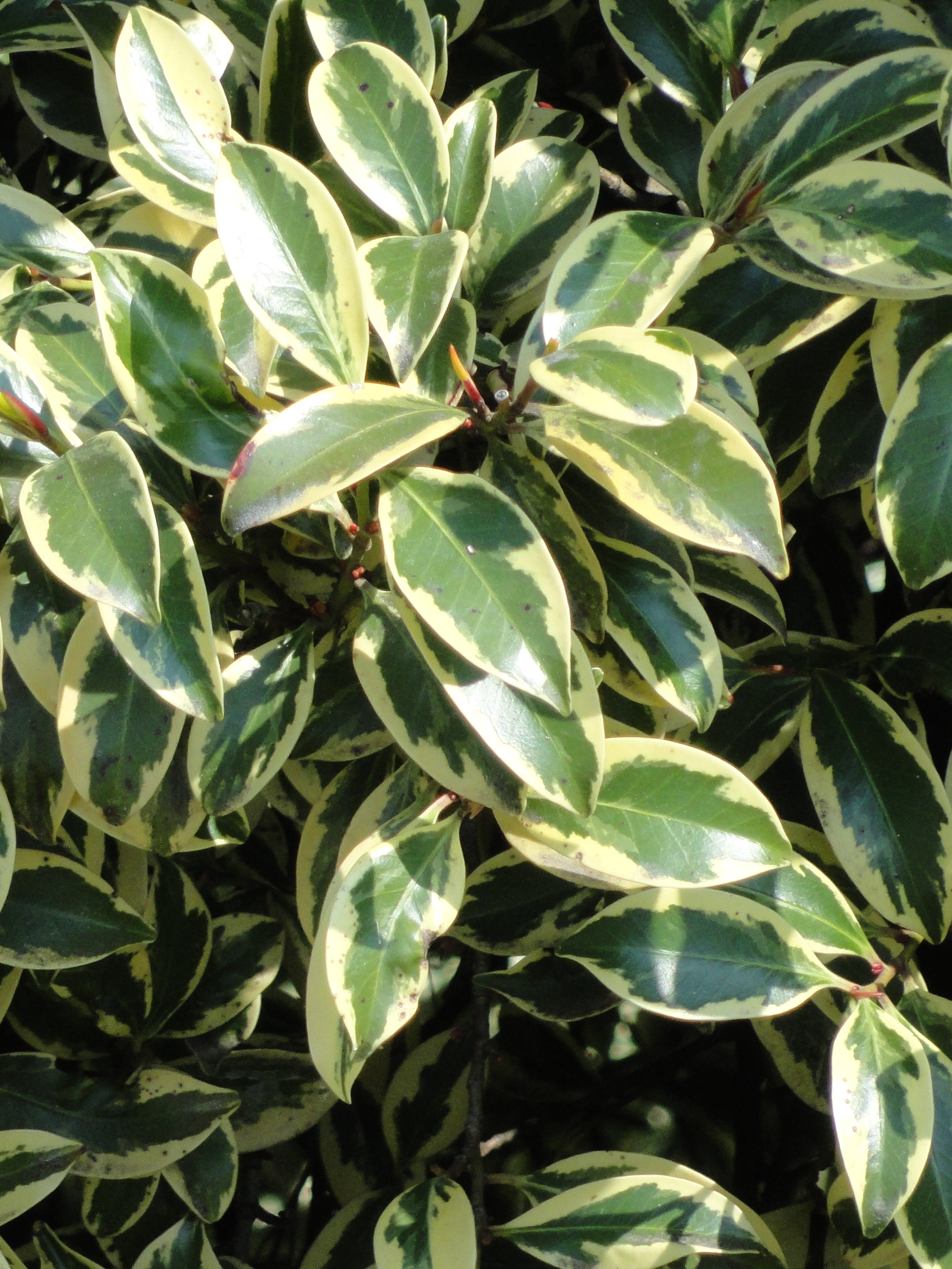
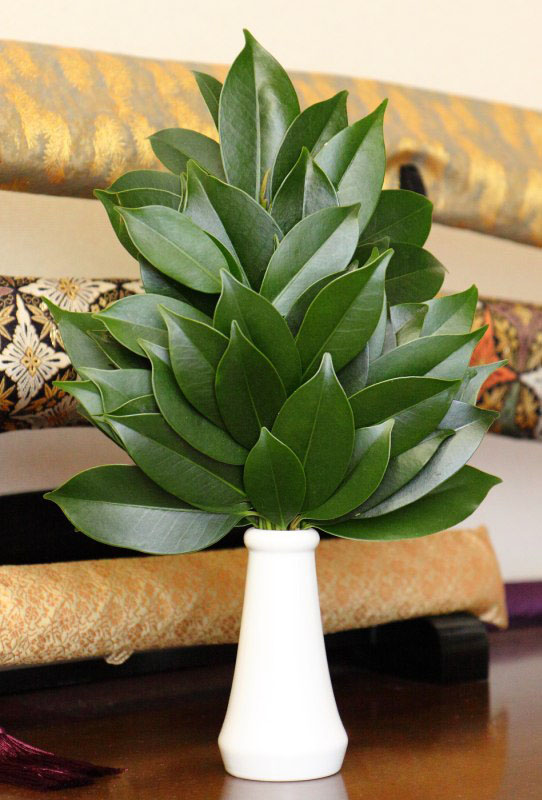
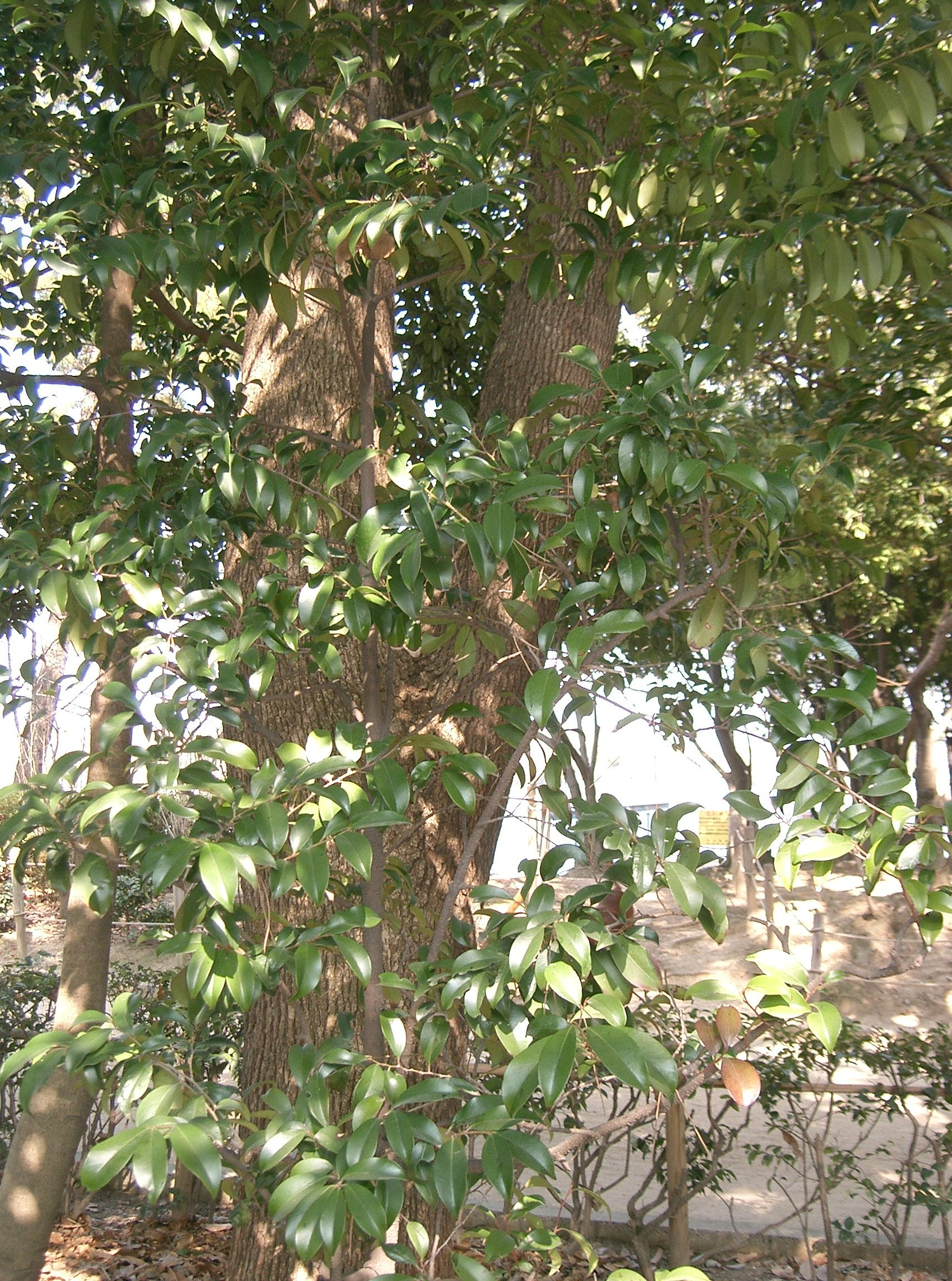